# Melanoides pupiformis
Melanoides pupiformis é uma espécie de gastrópode da família Thiaridae.
É endémica do Malawi.
Os seus habitats naturais são: lagos de água doce.
Está ameaçada por perda de habitat.